# Contea di Kalamazoo
La contea di Kalamazoo, in inglese Kalamazoo County, è una contea dello Stato del Michigan, negli Stati Uniti. La popolazione al censimento del 2000 era di 238 603 abitanti. Il capoluogo di contea è Kalamazoo.

## Geografia fisica

### Territorio
Secondo l'US Census Bureau, la contea ha una superficie totale di 1500 km², di cui 1460 km² è terreno e 49 km² (3,2%) sono superficie acquatica.

## Storia
La Contea di Kalamazoo fu creata nel 1830, anche se la sua data di fondazione è sconosciuta. Il villaggio di Kalamazoo (allora noto come Bronson) divenne il capoluogo della contea nel 1831.
Il nome presumibilmente significa "il miraggio o fiume riflettente" e il nome originale indiano era "Kikalamazoo".

### Fiumi
- Kalamazoo River
- Portage River

### Contee confinanti
- Barry County - nord-est
- Contea di Allegan - nord-ovest
- Contea di Calhoun - est
- Contea di Van Buren - ovest
- Contea di Branch - sud-est
- Contea di St. Joseph - sud
- Cass County - sud-ovest

## Società

### Evoluzione demografica
A partire dal censimento degli Stati Uniti del 2010, c'erano 250 331 persone residenti nella contea.
L'80,1% erano bianchi non ispanici, 11,1% neri o afroamericani, 2,2% asiatici, 0,5% nativi americani e 3,0% di due o più razze.
Il 4,0% erano ispanici o latini (senza distinzione di razza).
A partire dal censimento del 2000, c'erano 238 603 persone, 93 479 famiglie e 5 756 famiglie residenti nella contea. La densità di popolazione era di 164 persone/km². C'erano 99 250 unità abitative con una densità media di 68 ogni km².
La composizione razziale della contea era 84,57% bianca, 9,73% nera o afroamericana, 0,41% nativa americana, 1,83% asiatica, 0,03% pacifica islandese, 1,27% di altre razze e 2,15% di due o più razze.
Il 2,64% della popolazione era ispanica o latina di senza distinzione.
Il 18,3% delle persone era di lingua tedesca, l'11,5% olandese, il 10,3% inglese, l'8,4% irlandese e il 7,2% americano.
Il 93,7% parlava inglese e il 2,8% spagnolo come prima lingua.
Vi erano 93 479 famiglie, di cui il 30,40% aveva figli con meno di 18 anni che vivevano con loro, il 47,70% erano coppie sposate che vivevano insieme, l'11,00% erano nubili e il 38,00% erano non-famiglie. Il 28,00% di tutte le famiglie era composto da una sola persona e l'8,50% sono costituite da persone sole e con almeno 65 anni. La media dei componenti che vivono nella stessa casa è 2,43 e la dimensione media della famiglia era 3,00.
Nella contea, la popolazione era distribuita con il 24,10% sotto i 18 anni, il 15,20% dai 18 ai 24, il 28,20% dal 25 al 44, il 21,10% dai 45 ai 64 e l'11,40% con un'età pari o superiore a 65 anni. L'età media era di 33 anni. Per ogni 100 femmine c'erano 93,6 maschi. Per ogni 100 femmine di età compresa tra 18 e oltre, c'erano 90,5 maschi.
Il reddito medio per una famiglia nella contea era 42022 $ e il reddito medio per una famiglia era 53953 $. I maschi avevano un reddito mediano di 39611 $ contro 27965 $ per le femmine. Il reddito pro capite per la contea era di 21739 $. Circa il 6,50% delle famiglie e il 12,00% della popolazione erano al di sotto della soglia di povertà, tra cui il 12,30% di quelli di età inferiore ai 18 anni e il 6,30% di quelli di età pari o superiore a 65 anni.

## Geografia antropica

### Suddivisioni amministrative

#### Città
- Galesburg
- Kalamazoo (capoluogo della contea)
- Parchment
- Portage

#### Villaggi
- Augusta
- Climax
- Richland
- Schoolcraft
- Vicksburg

#### Census-designated places
- Comstock Northwest
- Eastwood
- South Gull Lake
- Westwood

#### Altre comunità non costituite
- Comstock
- Scotts

#### Comuni
- Alamo Township
- Brady Township
- Charleston Township
- Climax Township
- Comstock Charter Township
- Cooper Charter Township
- Kalamazoo Charter Township
- Oshtemo Charter Township
- Pavilion Township
- Prairie Ronde Township
- Richland Township
- Ross Township
- Schoolcraft Township
- Texas Charter Township
- Wakeshma Township

## Infrastrutture e trasporti

### Aeroporti
L'area metropolitana di Kalamazoo e Battle Creek è servita dall'aeroporto internazionale di Kalamazoo/Battle Creek.

### Strade
- Interstate 94
- Interstate BL I-94
- U.S. Route 131
- Bus. US 131
- M-43
- M-89
- M-96
- A-45